# Houzée
Die Houzée (auch Houzé geschrieben) ist ein Fluss in Frankreich, der im Département Loir-et-Cher in der Region Centre-Val de Loire verläuft. Sie entspringt im südwestlichen Gemeindegebiet von Oucques La Nouvelle, entwässert in einem Bogen über Südwest nach Nordwest und mündet nach rund 21 Kilometern im Gemeindegebiet von Areines, gegenüber der Stadt Vendôme, als linker Nebenfluss in den Loir.

## Orte am Fluss
(Reihenfolge in Fließrichtung)
- Baigneaux, Gemeinde Oucques La Nouvelle
- Selommes
- Cornevache, Gemeinde Périgny
- Malignas, Gemeinde Crucheray
- Huchigny, Gemeinde Coulommiers-la-Tour
- Le Moulin de Beaumé, Gemeinde Vendôme
- Areines